# Labbe pomarin
Stercorarius pomarinus
Espèce
Statut de conservation UICN

 LC  : Préoccupation mineure
Le Labbe pomarin (Stercorarius pomarinus) est une espèce d'oiseaux de mer de la famille des stercorariidés.

## Description

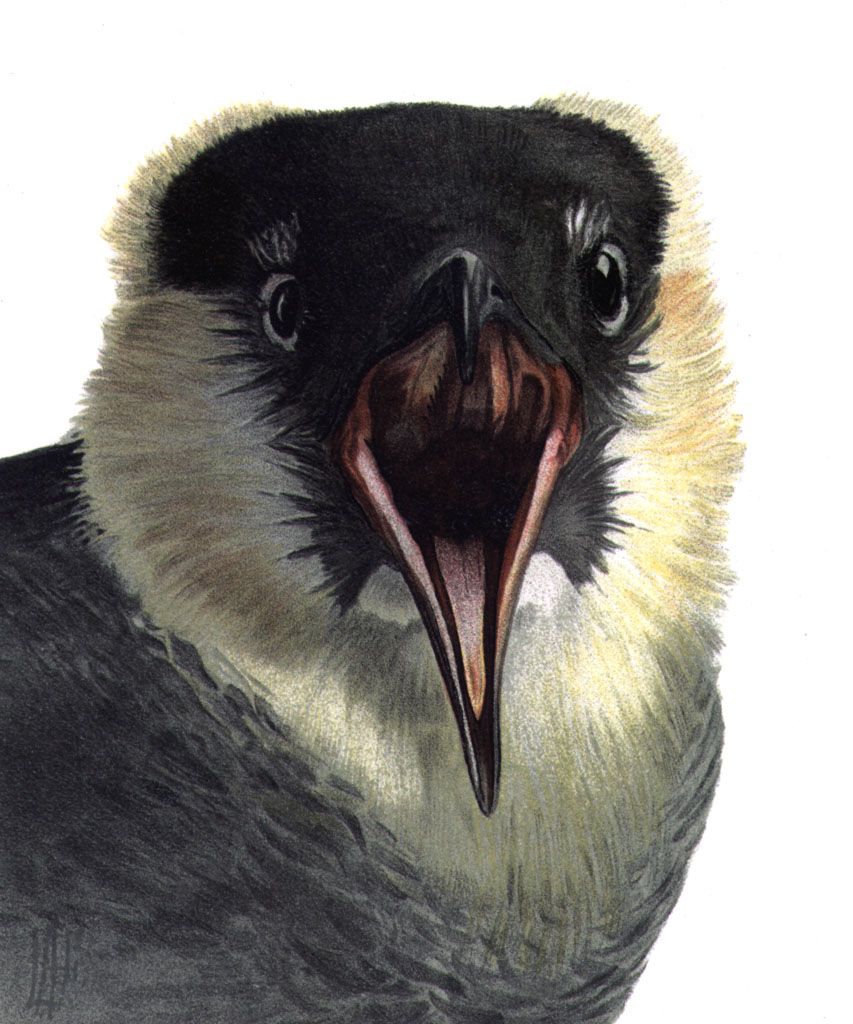

Le Labbe pomarin mesure de 46 à 51 cm de la tête à la queue.

## Comportement
C'est une espèce agressive qui tue et dévore d'autres oiseaux marins et qui peut s'attaquer à l'homme si son nid est menacé.

## Reproduction

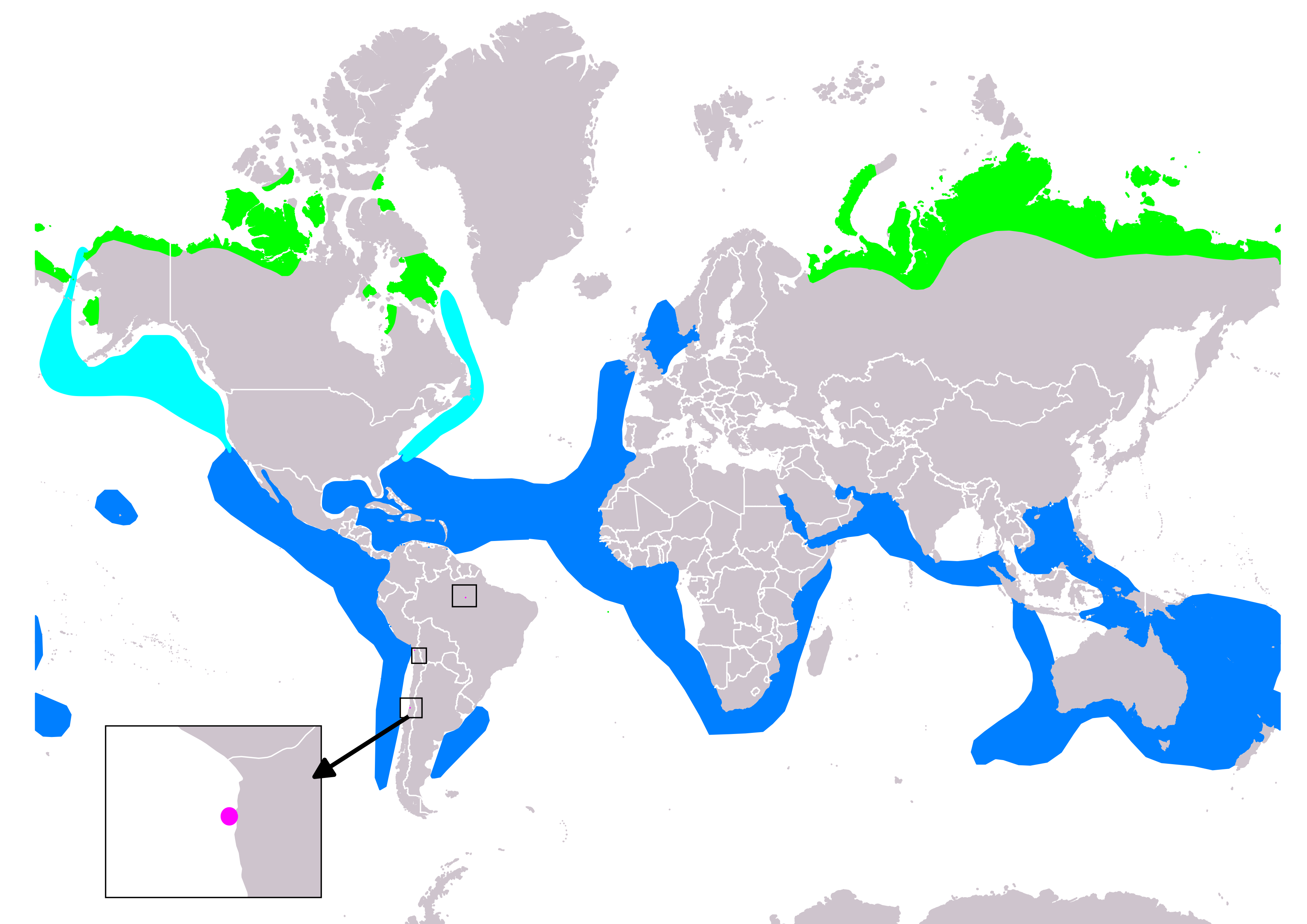
Distribution du Labbe pomarin (S. pomarinus) :

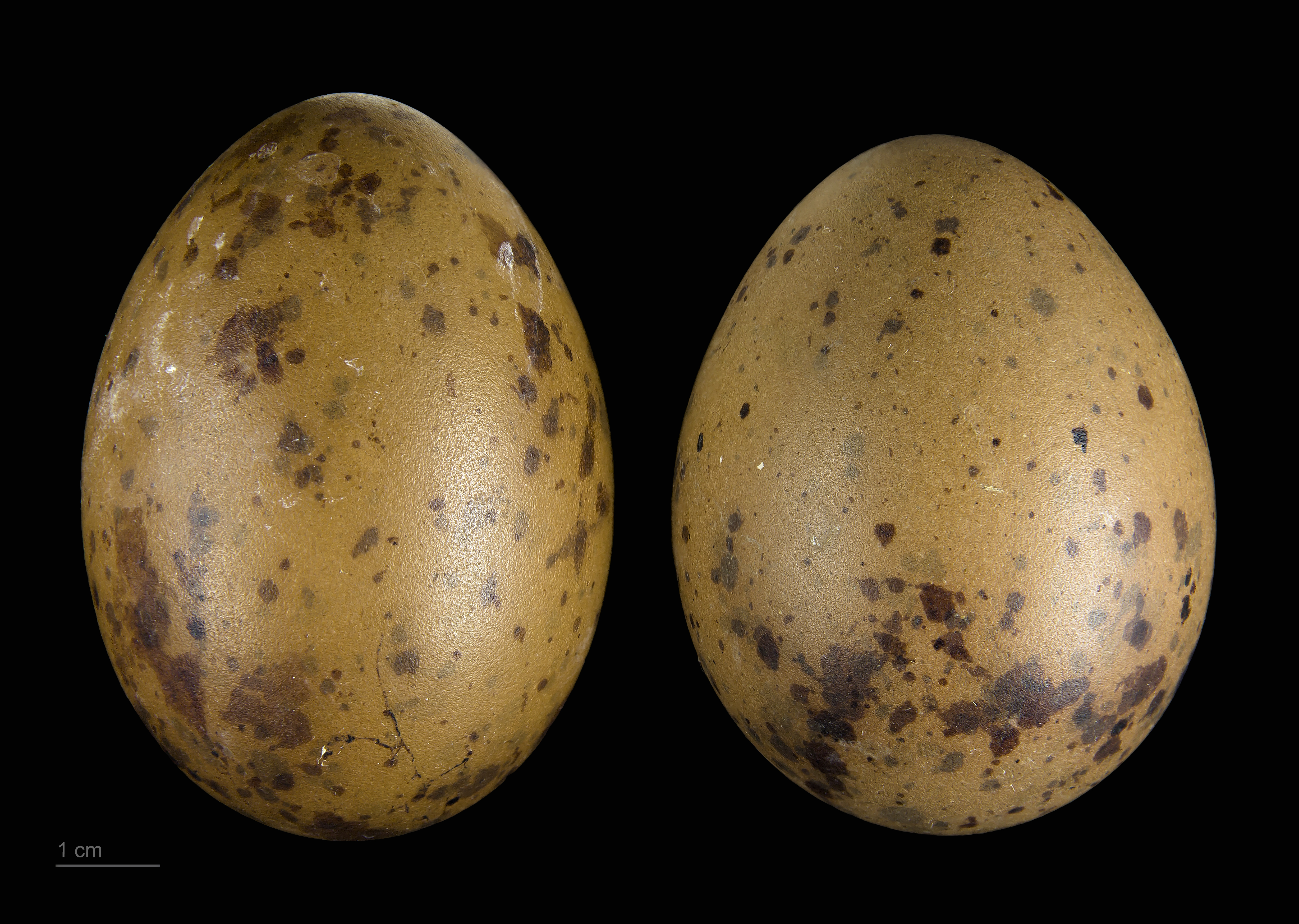
Œufs de Stercorarius pomarinus - Muséum de Toulouse